# Aridefferia snowi
Aridefferia snowi là một loài ruồi trong họ Asilidae. Aridefferia snowi được Hine miêu tả năm 1919. Loài này phân bố ở vùng Tân Bắc giới.